# Аурел Захан
Аурел Захан (8 серпня 1938 — 2010) — румунський ватерполіст.
Учасник Олімпійських Ігор 1956, 1960, 1964 років.